# Болгарская новая демократия
Болгарская новая демократия (БНД) (болг. Българска нова демокрация) — либеральная центристская политическая партия Болгарии.

## История
Основана 5 декабря 2007 года 17 депутатами, исключёнными или вышедшими из партии и, соответственно, парламентской группы Национальное движение за стабильность и подъём. Изначально была создана, как парламентская фракция Национального собрания Республики Болгария.
Политическая партия «Болгарская новая демократия» была основана 11 мая 2008 года. Среди основных целей БНД — «быть партией регионов». Руководящим органом партии является Совет регионов, который руководит деятельностью партии в период между съездами и определяет региональную политику БНД. Центральный исполнительный совет является оперативным органом управления партии, состоит из 15 членов и возглавляется председателем партии. Органом управления БНД является Контрольный совет, состоящий из 5 человек, избираемых съездом партии.
Член коалиции Реформаторский блок. Председатель партии Николай Свинаров, бывший министр обороны в кабинете Симеона Сакскобургготского.
БНД участвовала в выборах депутатов Европарламента в 2009 году. Осенью 2009 года БНД не участвовала в парламентских выборах. На выборах президента Республики Болгария БНД входила в правое объединение демократических сил, самостоятельную кандидатуру партия не выдвигала.